# Делениј (Муреш)
Делениј (рум. Delenii) насеље је у Румунији у округу Муреш у општини Багачу. Oпштина се налази на надморској висини од 363 m.

## Становништво
Према подацима из 2002. године у насељу је живело 1247 становника.

### Попис2002.
| Расподела становништва по националности 2002.‍ | Расподела становништва по националности 2002.‍ | Расподела становништва по националности 2002.‍ | Расподела становништва по националности 2002.‍ | Расподела становништва по националности 2002.‍ |
| --------------------------------------------- | --------------------------------------------- | --------------------------------------------- | --------------------------------------------- | --------------------------------------------- |
|                                               |                                               |                                               |                                               |                                               |
| Румуни                                        | Румуни                                        |                                               | 287                                           | 23,0%                                         |
| Мађари                                        | Мађари                                        |                                               | 807                                           | 64,7%                                         |
| Роми                                          | Роми                                          |                                               | 153                                           | 12,3%                                         |